# Dragoste printre rânduri
Dragoste printre rânduri ( hangul: 로맨스는 별책부록  ) este un serial de televiziune sud-coreean din 2019, cu Lee Na-young și Lee Jong-suk în rolurile principale.  A fost difuzat în perioada 26 ianuarie - 17 martie 2019 pe tvN . 

## Sinopsis
Cha Eun-ho este un autor de succes și redactor-șef la o editură, iar Kang Dan-i este o mamă și fostă copywriteră de succes în domeniul publicității. Când Cha Eun-ho era copil, Kang Dan-i l-a salvat de un accident, suferind o vătămare în acest proces. În perioada recuperării sale, Cha Eun-ho a ajutat-o, iar ulterior, când Kang Dan-i a fost nevoită să urmeze un regim de repaus la pat timp de un an, acesta i-a procurat cărți de citit din bibliotecă, ceea ce a stârnit interesul său pentru scris. Cei doi tineri au rămas prieteni apropiați până la vârsta adultă. Totuși, prietenia lor a fost tensionată atunci când Kang Dan-i a început o relație cu un bărbat egoist și lipsit de considerație. Deși Cha Eun-ho nu a fost de acord cu alegerea ei, iar aceasta din urmă a avut momente de îndoială, Kang Dan-i a ales să își susțină decizia de a se căsători cu acest bărbat.
În prezent, Cha Eun-ho o roagă pe Kang Dan-i să-l ajute să găsească o menajeră, însă nu știe că ea este cea care se ocupă de această slujbă și primește plata pentru serviciile oferite. Soțul ei o înșelase, iar acum este divorțată și șomeră, însă Cha Eun-ho nu are cunoștință de situația ei de viață și de dificultățile cu care se confruntă ca mamă singur ,divorțată, cu un gol semnificativ în experiența profesională, încercând să se reintegreze în lumea muncii. În cele din urmă, Kang Dan-i nu mai reușește să-i ascundă secretele și Cha Eun-ho îi întinde o mână de ajutor. Viețile lor devin și mai interconectate atunci când Kang Dan-i aplică pentru un post temporar la compania sa de editură. Deși Cha Eun-ho este inițial îngrijorat de modul în care va performa, Kang Dan-i îl surprinde pe el și pe alți executivi seniori cu creativitatea și munca ei asiduă.
Restul serialului explorează provocările personale și profesionale cu care se confruntă cei doi pe măsură ce încep să își conștientizeze treptat sentimentele adevărate unul față de celălalt și navighează prin această nouă etapă a vieților lor.

## Producție

### Personaje principale
- Lee Na-young⁠(d) as Kang Dan-i (37 years old)

O fostă copywriter în publicitate și o actuală divorțată șomeră, care ulterior se alătură companiei de editură ca membru al echipei temporare de suport pentru sarcini.
- Lee Jong-suk⁠(d) as Cha Eun-ho (32 years old)

Un scriitor de succes, care este, de asemenea, cel mai tânăr redactor-șef al companiei de editură. El este un prieten de lungă durată al lui Kang Dan-i și dezvoltă sentimente romantice față de ea.
- Jung Yoo-jin⁠(d) as Song Hae-rin (29 years old)

Redactorul-șef de dezvoltare a conținutului și trainer al noilor recruți, inclusiv al lui Kang Dan-i. Ea nutrește sentimente de lungă durată pentru Cha Eun-ho, fostul său mentor, însă acesta nu îi împărtășește aceleași sentimente.
- Wi Ha-joon⁠(d) as Ji Seo-joon (29 years old)

Un designer de carte freelance pe care compania de editură intenționează să-l angajeze, care, întâmplător, se întâlnește cu Kang Dan-i și ulterior dezvoltă sentimente pentru ea. Relația dintre el și Cha Eun-ho este marcată de tensiuni legate de conspirația din spatele retragerii autorului faimos Kang Byeong-jun și de sentimentele lor pentru Kang Dan-i.

### Personaje secundare

#### Oameni de la editura
- Kim Tae-woo ca CEO Kim Jae-min. Este puțin prea dornic, dar în general un șef bine intenționat.
- Kim Yoo-mi ca regizorul Go Yoo-sun. Ea descurajează eforturile lui Kang Dan-i de a deveni parte a echipei de marketing și o ține ocupată cu sarcini ușoare din birou.
- Jo Han-chul ca Bong Ji-hong. Este căsătorit cu Seo Young-ah.
- Kim Sun-young ca Seo Young-ah managerul echipei de marketing care este căsătorit cu Bong Ji-hong.
- Kang Ki-doong în rolul lui Park Hoon, o nouă recrutată în echipa de marketing, vorbăreață și dornică să mulțumească.
- Park Gyu-young în rolul lui Oh Ji-yool,  o nouă recrutată superficială și răsfățată în echipa editorială, cu o mamă prevăzătoare.
- Lee Kwan-hoon ca Lee Seung-jin
- Choi Seung-yoon ca Bae Kwang-soo
- Lee Ha-eun ca Chae Song-ee

#### Alte personaje
- Lee Ji-ha ca mama lui Hae-rin
- Oh Eui-shik ca Hong Dong-min (fostul soț al lui Kang Dan-i)
- Lee Ji-won ca Hong Jae-hee
- Hwang Se-on ca Kim Na-kyung
- Noh Jong-hyun ca fostul iubit al lui Oh Ji-yool

## Producție
Prima lectură a scenariului a avut loc pe 26 octombrie 2018, cu participarea distribuției și echipei de producție.
Aceasta serie marchează întoarcerea lui Lee Na-yeong pe miciile ecrane după aproape 9 ani
Pe 21 ianuarie 2019, a fost organizată o conferință de presă pentru a promova serialul, la care au participat membrii principali ai distribuției.
Lee Jong-suk a finalizat filmările pentru scenele sale din serial pe 27 februarie 2019, datorită recrutării sale în serviciul militar pe 8 martie.